# グラスランナー
グラスランナーは、創作ファンタジー世界「フォーセリア」と「ラクシア」に住む架空の小人族。身長は人間の子供と同じくらいであるが、耳が尖っているのでそれと分かる。フォーセリアのパロディ世界「ファイブリア」においては「草原妖精」と呼ばれる。テーブルトークRPG (TRPG) 『ダンジョンズ&ドラゴンズ』 (D&D) に登場する小人族・ハーフリングに相当するため、源流を『指輪物語』のホビットと見ることができる。

## 生態と分布
以下は、フォーセリアにおける設定である。
名称の由来は『草原を駆ける者』 (Grassrunner)。その名のとおり、アレクラスト大陸極東地方の「草原の王国ミラルゴ」において多数生息している。分類上は妖精族に属し、エルフやドワーフと同様元来は妖精界に住んでいたものと考えられているが、前2種のような種族固有の言語は持たない。その理由として、彼らは種族全体が人間社会に溶け込んでおり、その為に「自分達の間だけで通じる言語」を維持し続ける必要がなくなり、消えてしまったためとされている。
生まれつき手先が器用で、優秀な盗賊（シーフ）あるいは野伏（レンジャー）となれる素養を先天的に有する。一方、筋力はなきに等しく、戦士（ファイター）として身を立てている者は少数派である。また、一般の魔法（古代語魔法、精霊魔法、神聖魔法）は一切覚えることができないものの、共通語魔法（コモン・ルーン）と呪歌（バード・ソング）は使用が可能。
明るく楽天的な性格からか魔法への抵抗力は高く、また前述のように呪歌は使用できるため、吟遊詩人（バード）のスキルを持っていることも多い。好奇心が旺盛で、土着のグラスランナーはいない「呪われた島ロードス」へ渡っていった者も数名確認されている。冒険者として生活している者の中には、共通語魔法を購入して利用し、仲間たちを助けている者も多い。その他の特徴として、植物や昆虫と意思疎通が可能という能力を持つ。
概ね30歳前後で種族としての成人を迎える。老化は100歳前後からはじまり、寿命の限界は200歳ほどであると考えられている。部族を持つという考えを持たず、村を形成する習慣もないため、通常は家族単位ほどで各地に住んでいるが、子育ての時期になると故郷であるミラルゴへ帰る習性を持つという。

## 創作の経緯

### ロードス島戦記関連
『ロードス島戦記』において初めて登場した小人族は、リプレイ第2部のプレイヤー・キャラクター（PC）として作られたマールである。当時は『クラシック・ダンジョンズ&ドラゴンズ』を使用していたため、マールの種族は「ハーフリング」であり、「ハーフリングの歌」（小坂一也「青春サイクリング」の替え歌）なる物も歌っていた。
のちに『ロードス島』が小説を始めとしたメディア展開を行う際、ハーフリングの代わりに作られた種族名が「グラスランナー」である。小説の後に発売された単行本版のTRPGリプレイでは、『ロードス島戦記コンパニオン』を使ってプレイしなおしている為、マールの種族はグラスランナーになっている。

### ソード・ワールド関連
「フォーセリア」を背景世界とするTRPGのソード・ワールドRPGにおいては、敏捷性と器用さに優れた種族として設定されている。このためシーフとして極めて有能である。また、精神力および精神力抵抗値が高く極めて魔法にかかりにくい。基本的に敵に対して直接的な攻撃力には乏しいが、回避能力に優れ、強い抵抗力を持つ。
ソード・ワールドにおける公式作品では、短編小説『契約の代償』（短編集『レプラコーンの涙』収録）のリック・マーリスが初出である。次に長編小説『死せる神の島』で女グラスランナーのプラムが登場した。プラムは同書を原作とする「ソード・ワールドPC」及び「ソード・ワールドSFC」のPCとしても選択することが可能であった。そののち、第3部リプレイのプレイヤーキャラクターとしてパラサ・ピルペ・パンが登場している。
パラサ及びGMを務めた清松みゆき、第4部リプレイのPCチップ・タップ・ボンのプレイヤーの連携によって、リプレイ第4部、短編小説『尻っぽのともだち』（短編集『バブリーズ・リターン』収録）などの作品を経て、「姓は持たない」「幼少時には三人一組で行動し、成人するとお互いの名を名乗りとして名乗る」などの設定が形作られ、徐々にホビットから脱却した「フォーセリア独自の種族」となっていった。
『牧歌の国の魔法戦士』においてパラサ独自の口癖であった「にゅう」の変形「うにゅっ」がグラスランナーの挨拶として登場し、話に尾ひれをつける習癖なども暗示され、グラスランナーは平和主義で引っ込み思案なホビットとは正反対に近い存在と化していった。なお、「足の裏に毛が生えている」という説については、清松みゆきは肯定も否定もしない態度を貫いている。

## ソード・ワールド2.0、2.5
ソード・ワールド2.0および2.5では、「ルールブックII」でグラスランナーという種族がいつからかラクシアにいる種族として追加された。
能力的な部分はフォーセリアと同じく敏捷性と器用さに優れた種族として設定されている。フォーセリアでは極めて高い精神力という形であったが、さらに種族特徴として「マナ不干渉」が設定され、魔法抵抗を含む精神抵抗判定に成功した場合は、あらゆる魔法の効果を消滅させ無効化させることができる。一方でいかなる魔法やマナを使用する技術も使えなくなっている(フォーセリアと異なり、魔法の取得自体は可能)。そのためMPは「なし」となっている（魔晶石にMP消費させることでマナを使用する技術の使用は可能。）。また、種族語となる「グラスランナー語」の設定もできた。
また、フォーセリアのグラスランナーと同種族であり、フォーセリアから魔神とともに界渡りによって来た種族であることが仄めかされている。また、一部リプレイではそれを肯定している。グラスランナー語もフォーセリアにおける共通語が異世界であるラクシアでは使用する種族がグラスランナーしかいないため、種族語として扱われているということのようだ。さらに、グラスランナーの秘宝として扱われているアイテムがフォーセリアから持ってきたファーラムの剣であることも仄めかされている。